# Fill predilecte
El títol de fill predilecte o fill adoptiu és la màxima distinció honorífica que atorguen algunes entitats locals o municipis. L'atorgament d'aquest títol acostuma a ser molt restrictiu i pot anar acompanyat del bateig d'un edifici, espai, indret, monument o via pública amb el nom de la persona honorada.
L'atorgament es decideix per una àmplia majoria (o unanimitat, segons els casos) del màxim òrgan de govern local, és a dir, el Ple de l'Ajuntament. El títol és honorífic i no comporta cap remuneració econòmica. La persona honorada rep un tracte especial en el protocol del municipi.
Existeixen dues tipologies de títol, ambdues considerades d'igual rang:
- Fill predilecte: S'atorga a un veí nascut a la població que atorga l'honor, tot i que no sempre es fa aquesta diferència.
- Fill adoptiu: S'atorga, en tot cas, a un veí o altra persona que no hi hagi nascut, independentment de si hi viu o no.